# Craiu Iovan Craiova
Craiu Iovan Craiova war ein rumänischer Fußballverein aus Craiova, Kreis Dolj. Er erreichte in den 1920er-Jahren zweimal die Endrunde um die rumänische Fußballmeisterschaft. Aufgrund der phonetischen Ähnlichkeit wird er häufig als Craiovan Craiova bezeichnet.

## Geschichte
Craiu Iovan wurde im Jahr 1921 von einer Gruppe von Schülern, Arbeitern und Funktionären unter der Leitung von Dr. Marcel Spânișteanu gegründet. Der Verein spielte in der regionalen Meisterschaft der Kleinen Walachei um die Qualifikation zur Endrunde um die rumänische Fußballmeisterschaft. Zum ersten Mal gelang dies dem Verein im Jahr 1926, als er in seinem ersten Spiel auf überregionaler Ebene gegen Juventus Bukarest unterlag. Zwei Jahre später gelang Craiu Iovan erneut die regionale Meisterschaft, diesmal war im ersten Spiel der nationalen Endrunde Șoimii Sibiu der Sieger.
In den folgenden Jahren schaffte es der Verein nicht mehr, sich in der Regionalmeisterschaft durchzusetzen. Als im Jahr 1932 mit Gründung der Divizia A der Ligabetrieb eingeführt wurde, wurde Craiu Iovan nicht berücksichtigt. Erst im Jahr 1935 gelang die Qualifikation zum mittlerweile gegründeten Unterbau, der Divizia B. In der Staffel II, die die Vereine um Timișoara und Craiova umfasste, schloss der Klub mit dem sechsten Platz von acht Mannschaften ab und durfte in der Saison 1936/37 nach Zusammenfassung der Staffeln in der Gruppe West spielen. Ein Jahr später wurde der Klub in die Gruppe Nord eingeteilt. Beide Spielzeiten schloss er mit einem Platz im Mittelfeld ab.
Im Jahr 1938 wurde die Divizia B erweitert, da die dritte rumänische Liga, die Divizia C, in diesem Jahr nicht mehr zustande kam. Craiu Iovan spielte in der Gruppe Süd-West und belegte erneut einen Mittelfeldplatz. Im Jahr 1940 fusionierte der Verein mit dem ebenfalls in der Divizia B spielenden Lokalrivalen Rovine Grivița Craiova zum FC Craiova, der einer der besten rumänischen Fußballmannschaften während des Zweiten Weltkrieges wurde.

## Erfolge
- Qualifikation zur Endrunde um die rumänische Fußballmeisterschaft: 1926, 1928